# Craterostigma lindernioides
Craterostigma lindernioides är en tvåhjärtbladig växtart som beskrevs av Eileen Adelaide Bruce. Craterostigma lindernioides ingår i släktet Craterostigma och familjen Linderniaceae. Inga underarter finns listade i Catalogue of Life.